# Harriet Morgan
Harriet Morgan, nata Scott (Sydney, 16 agosto 1830 – Granville, 29 giugno 1907) è stata un'illustratrice, divulgatrice scientifica e naturalista australiana.
Con la sorella Helena, anche lei naturalista, è conosciuta per le illustrazioni di falene e farfalle realizzate per il primo volume dell'opera Australian Lepidoptera and their transformations, pubblicato nel 1864 dal padre Alexander Walker Scott.

## Biografia

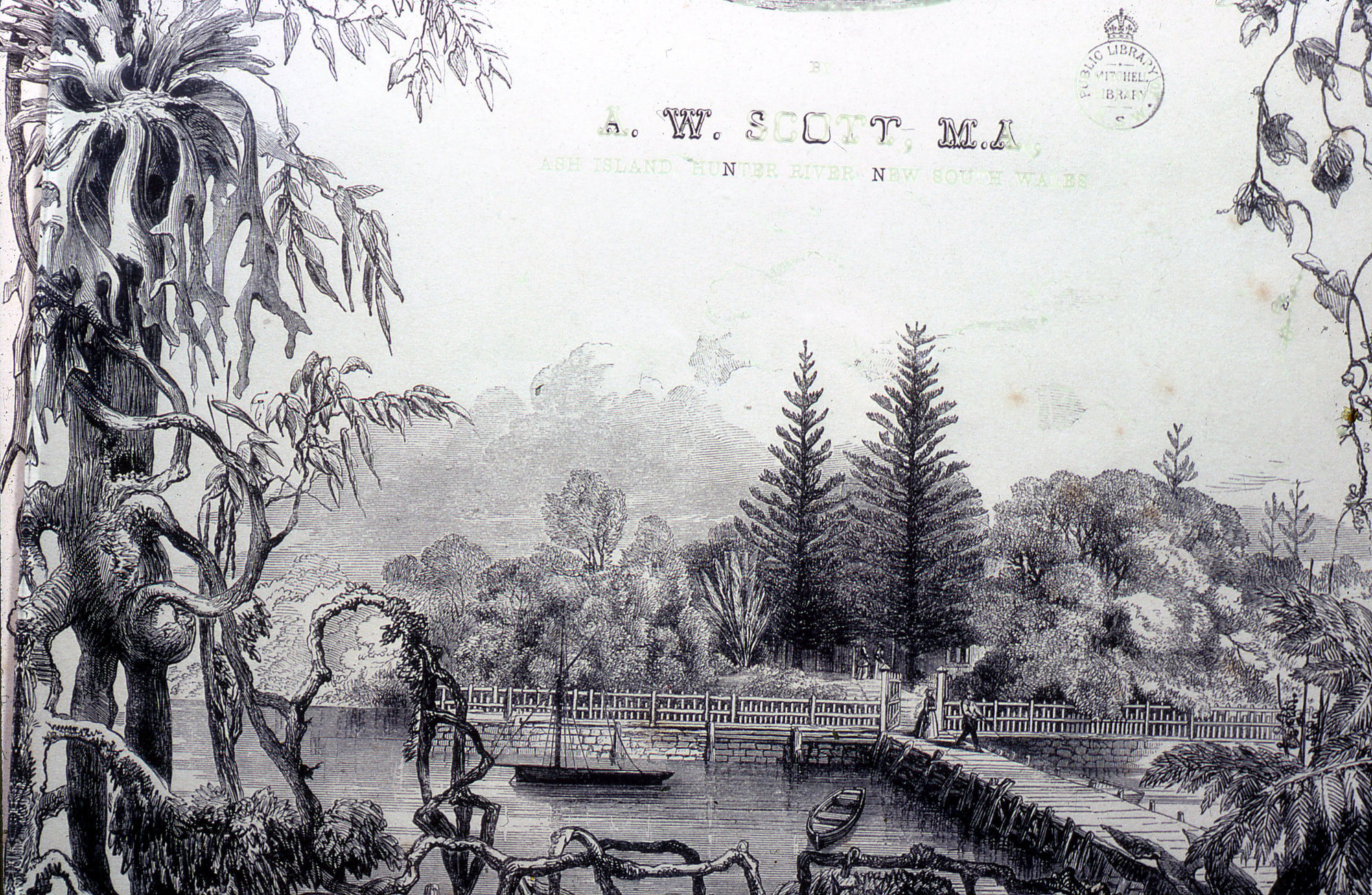
A.W. Scott, Ash Island

Harriet Scott nacque a Sydney il 16 agosto 1830, figlia di Alexander Walker Scott, entomologo e imprenditore e di Harriet Scott (nata Harriet Calcott). Nel 1846 la famiglia si trasferì nella proprietà di Ash Island sul fiume Hunter vicino a Newcastle. Nell'isola, ricca di vegetazione e vita animale, il padre impartì a lei e alla sorella Helena una vasta conoscenza del mondo naturale, comprese piante, animali e insetti australiani.
Harriet si guadagnò l'ammirazione e le lodi dei principali scienziati coloniali, con cui corrispose e collaborò alla realizzazione delle collezioni. Dopo la pubblicazione di Australian lepidoptera and their transformations, drawn from the life. By Harriet and Helena Scott venne eletta membro onorario della Entomological Society of New South Wales. Dalla metà degli anni 1860 suo padre soffrì di difficoltà finanziarie che lo portarono al fallimento. Nonostante l'iniziale opposizione del padre, Harriet e sua sorella furono costrette ad accettare lavori a pagamento e firmare le loro opere, sopportando la vergogna per aver infranto le regole imposte dalla loro classe e posizione sociale.
Harriet disegnò e dipinse commercialmente per il resto della sua vita, anche se, come nel caso di alcuni disegni di uova di uccelli realizzati per Edward Ramsay nel 1866, avrebbe pregato il committente di non rivelare a nessuno che per farli avrebbe ricevuto un compenso. Harriet disegnò illustrazioni botaniche per le edizioni del 1879, 1884 e 1886 della Railway Guide to New South Wales, e con sua sorella produsse disegni per le prime cartoline di Natale australiane nel 1879.
Nel 1882 sposò il dottor Cosby William Morgan.
Morì a Granville nel 1907 senza lasciare discendenti.

## Pubblicazioni
Harriet fu una delle illustratrici della pubblicazione Australian Lepidoptera and their transformations scritta dal padre Alexander Walker Scott. Il successo del libro offrì a lei e alla sorella numerose opportunità. Oltre a ottenere l'appartenenza onoraria alla Società Entomologica del Nuovo Galles del Sud, Harriet ricevette numerose richieste di commissioni. I decenni successivi lei ed Helena produssero la maggior parte delle illustrazioni per le pubblicazioni scientifiche a Sydney, tra cui Snakes of Australia (1869) di Gerard Krefft, Australian Fossil Remains (1870) e Mammals of Australia (1871), On the Oology of Australia di Edward Pierson Ramsay (rimasto inedito) e la Monograph of Australian Land Shells di JC Cox (1868). Il suo lavoro ancora oggi è utilizzato dagli scienziati. Le opere d'arte di Snakes of Australia e Mammals of Australia ricevettero un altissimo encomio alla Sydney Intercolonial Exhibition nel 1870.

## Riconoscimenti
Insieme alla sorella, dopo decenni di oblio, venne riscoperta con la mostra del 2011 Beauty from Nature: art of the Scott Sisters svoltasi all'Australian Museum di Sydney.

## Galleria d'immagini

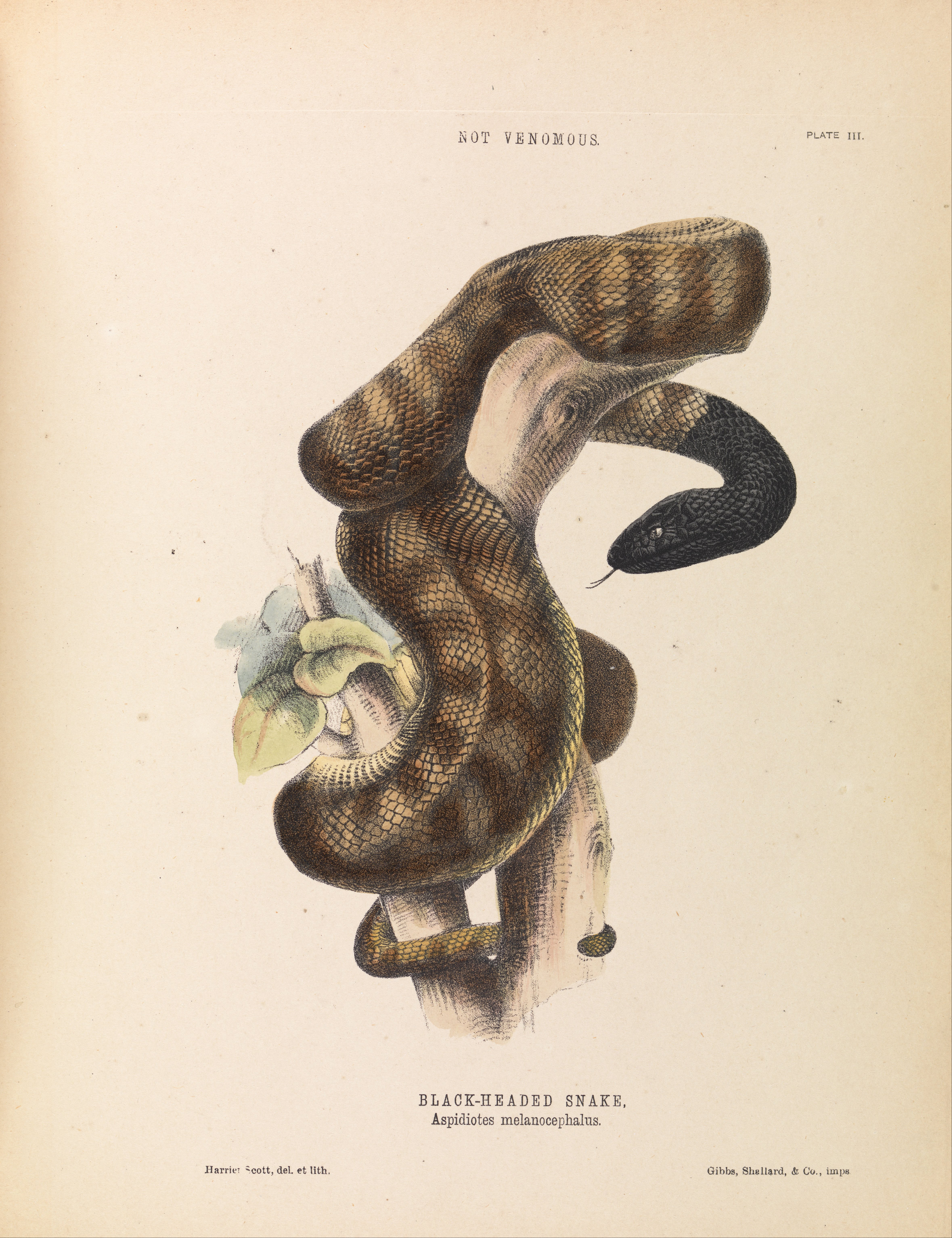
Harriet Scott, Serpente dalla testa nera, Aspidiotes melanocephalus, 1869
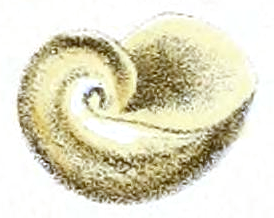
Harriet Scott, Helicarion mastersi, 1868
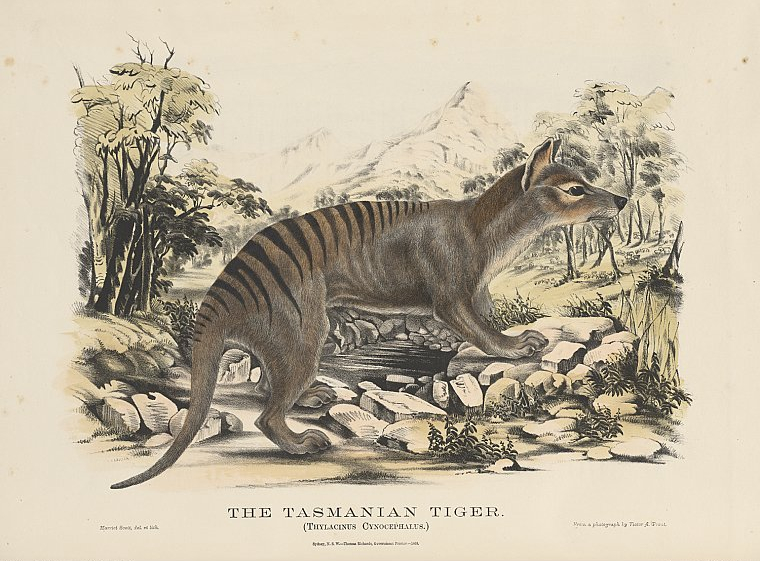
Harriet Scott, Tigre della Tasmania (Thylacinus cynocephalus), 1869
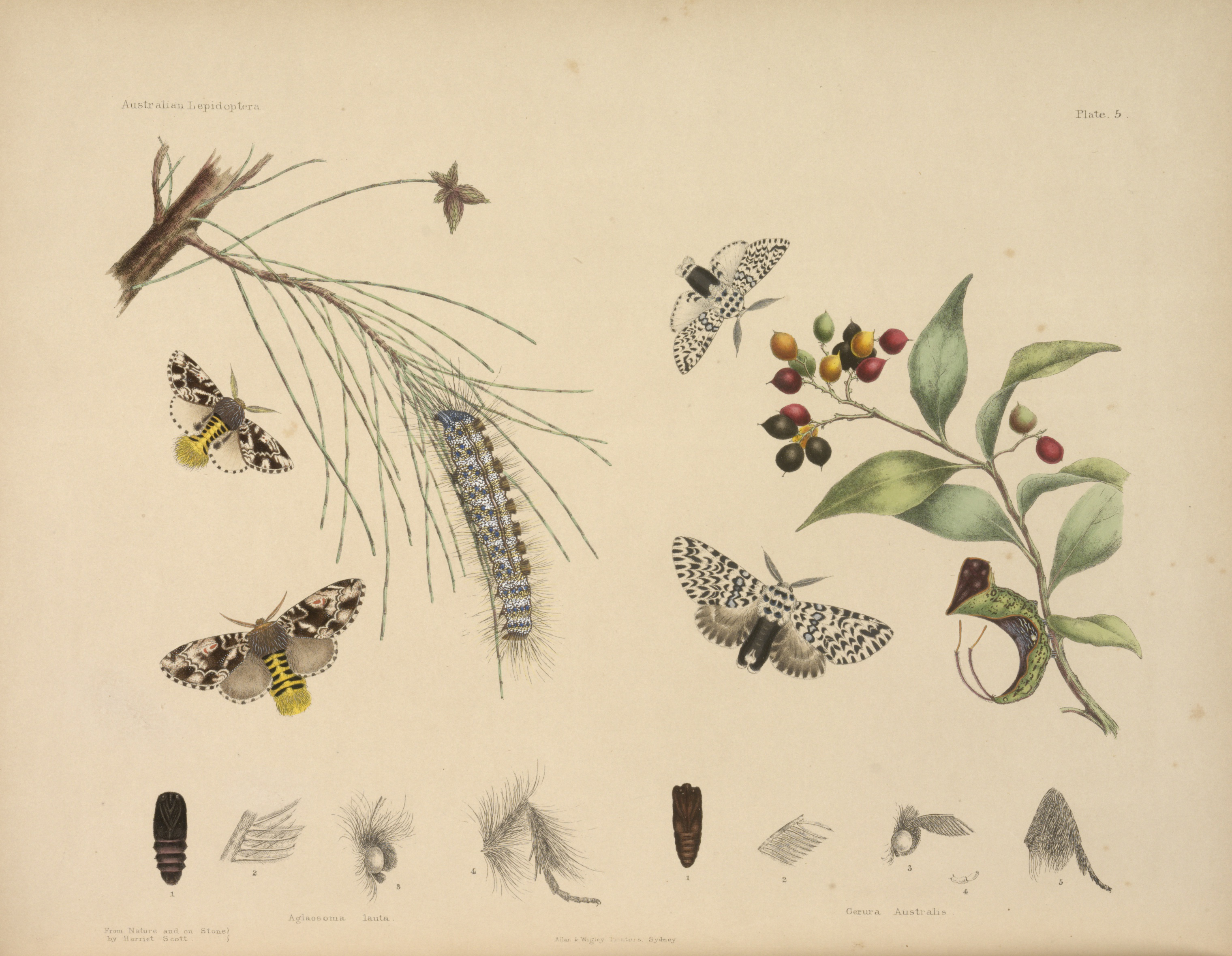
Harriet Scott, Aglaosoma lauta e Cerura australis, 1864
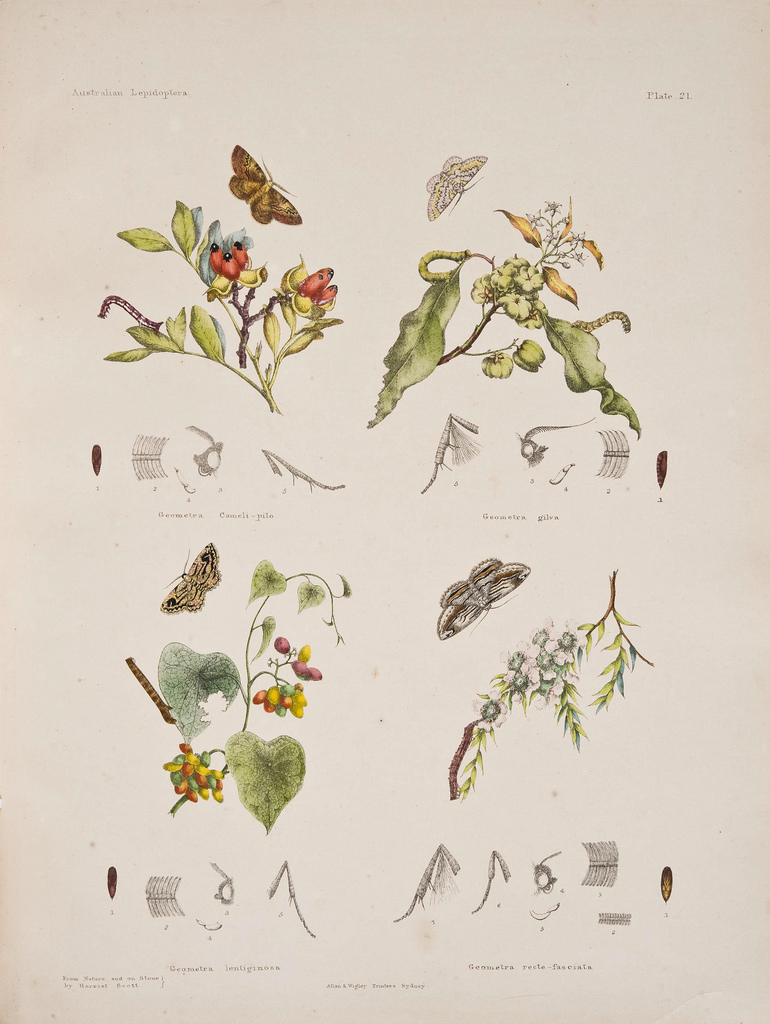
Harriet Scott, Illustrazione da Australian Lepidoptera and their transformations, 1864
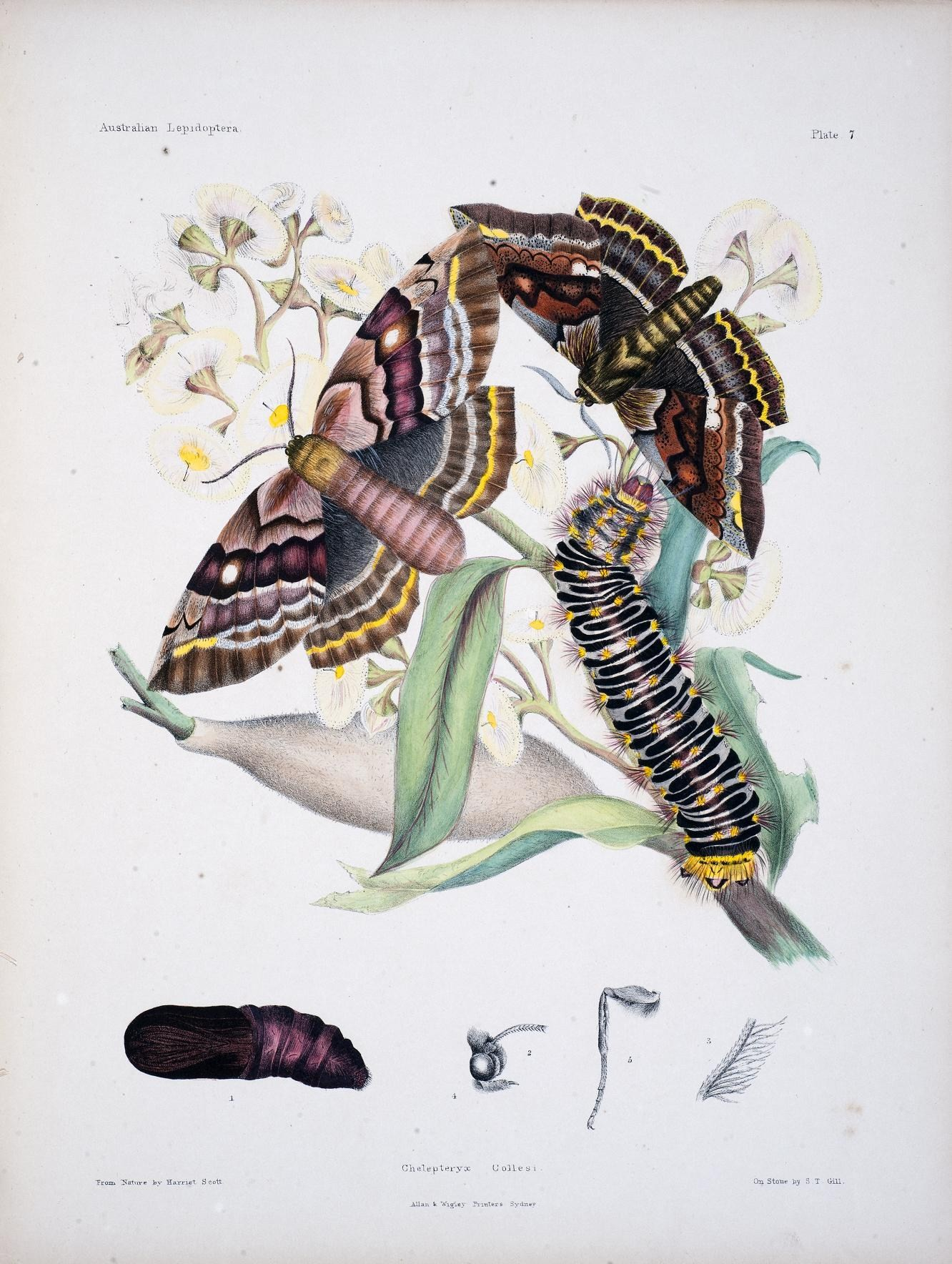
Harriet Scott, Chelepteryx collesi da Australian Lepidoptera and their transformations, 1864